# Раймунд II (граф Триполі)
Раймунд II (*Raymond II de Tripoli, 1116/1120 — 1152) — граф Триполі у 1137—1152 роках.

## Життєпис
Походив з династії Раймундидів. Старший син Понса I, графа Триполі, та Цецилії Капетинг. Народився в Триполі між 1116 і 1120 роками. У 1131 або 1133 році оженився з донькою колишнього єрусалимського короля Балдуїна II. У 1137 році після загибелі батька стає володарем Триполійського графства.
Негайно новий граф Раймунд II вирушив проти християн-якобитів до гірського Лівану, що схопили та передали мусульманам його батька. У липні 1137 року володіння Триполі було атаковано Імад ад-Діном Зенгі, атабеком Мосула. В цей час Раймунд II планував напасти на Хомс. Втім вимушений був йти на допомогу фортеці Монферран, яку взяв в облогу ворог. також граф Триполі звернувся до Фулько, короля Єрусалиму, по допомогу. У битві при Баріні Раймунд II і Фулько зазнали нищівної поразки від Зенгі, а граф Триполі потрапив у полон. Його було звільнено в обмін на фортецю Монферран. Того ж року Раймунд Триполійський визнав зверхність візантійського імператора Іоанна II Комніна, але суто номінально. 1138 року він не приєднався до спільного походу Візантії, князівства Антіохії та графства Едесси проти атабека Імад ад-Діна Зенгі.
У наступні роки Раймунд II приділяв пильну увагу зміненню своїх кордонів з мусульманськими державами. Для цього він запрошував поселенців та лицарів з Європи, насамперед госпітальєрів, яким у 1142 році надав землі для охорони східного кордону графства. Тут було зведено важливу фортецю Крак де Шевальє. Також передав ордену госпітальєрів права на Рафанію і Монферран, якщо ті відвоюють їх у атабеків Мосулу.
Прихід учасників Другого хрестового походу на початку 1148 року створили проблему для Раймунда II, оскільки одним з очільників хрестоносців був Альфонс Журден, граф Тулузи, що мав більш певні права на Триполійське графство. Тому, коли останній раптово помер в Кейсарії у серпні 1148 року, то Раймунд II підпав під підозру в отруєнні Альфонс Журдена. Також Раймунд Триполійський не був присутній на нараді в Акрі, де очільники Другого хрестового походу обговорювали подальший напрямок дій. Причиною цього була присутність Бертрана, бастарда графа Тулузи, в Акрі. Раймунд II також не брав участь в облозі Дамаску.
У 1149 році вступив у боротьбу з Бетраном, що висунув претензії на Триполі. Центром своїх володінь обрам Араїму. Раймунду II лише за підтримки Муїна ад-Діна Унура, еміра Дамаску, та Нур ад-Діна, сина Імад ад-Діна Зенгі, атабека Мосульського, вдалося перемогти Бертрана, якого було страчено. Фортецю Араїма у 1151 році Раймунд II передав тамплієрам.
У 1150 році супроводжував Балдуїна III, короля Єрусалиму, на зустріч з Мануїлом I, візантійським імператором, на півдні колишнього графства Едесського. У 1151 році землі графства Триполі зазнали атак з боку Фатимідського халіфата та атабекства Мосул. Спочатку флот Фатимідів сплюндрував гавань порту Триполі. Потім Нур ад-Дін захопив та зруйнував Тортосу у 1152 році. Лише прибуття короля Єрусалиму виправило ситуацію. Водночас у Раймунда II виникли непорозуміння з його дружиною начебто через подружню зраду. Зрештою дружина графа Триполі залишила графство разом зі своєю сестрою Мелісендою. В цей час Раймунда II було вбито ассасінами. Владу успадкував його син.

## Родина
Дружина — Год'єрна, донька Балдуїна II, короля Єрусалиму.
Діти:
- Раймунд (1140—1187), граф Триполі і князь Галілеї
- Мелісенда (щодо її легітимності були сумніви через можливість зради Год'єрни)